# Лејк Мортон-Беридејл (Вашингтон)
Лејк Мортон-Беридејл (енгл. Lake Morton-Berrydale) насељено је место без административног статуса у америчкој савезној држави Вашингтон.

## Демографија
По попису из 2010. године број становника је 10.160, што је 501 (5,2%) становника више него 2000. године.
| Група             | 2000.         | 2010.         |
| Белци             | 8.816 (91,3%) | 8.673 (85,4%) |
| Афроамериканци    | 83 (0,9%)     | 166 (1,6%)    |
| Азијати           | 202 (2,1%)    | 303 (3,0%)    |
| Хиспаноамериканци | 223 (2,3%)    | 566 (5,6%)    |
| Укупно            | 9.659         | 10.160        |